# Батальйони хлопські
Батальйони хлопські , або селянські батальйони (до весни 1941 — Хлопська сторожа; пол. Bataliony Chłopskie) — польські підпільні збройні формування під час 2-ї світової війни. Створені у листопаді 1940 року з ініціативи Польської селянської партії на території довоєнної Польщі, зокрема Західної України, окупованої гітлерівцями. Співпрацювали з Армією Крайовою.
У своєму складі мали 1941 — 12, у липні 1944 — 16 тис. бійців.
У Східній Галичині й на Волині заснували 1941 і склали 9-ту округу. На Тернопільщині зокрема діяли Кременецький та Скалатський інспекторати «Батальйонів хлопських».
Брали безпосередню участь у Волинській трагедії як діюча сторона.
Припинили існування влітку 1944 року, частково влившись в ЧА, частково відправлені в сибірські концтабори.

## Кіно
- Чорна смуга - український фільм 2016 року